# 散脂大將
散脂大將（梵語： Pāñcika，音譯散脂迦、半支迦、般闍迦；梵名 Saṃjñeya，音譯僧慎爾耶。漢譯：散支夜叉、散脂夜叉、半支迦藥叉王）是婆羅門教、佛教神靈，毘沙門天座下八大夜叉大將之一、千手觀音二十八部眾之一。妻子為鬼子母神（訶黎帝母）。「散脂」一名為舊譯。在漢傳佛教中，散脂大將也被奉為二十諸天與二十四諸天之一的護法神，而祂的神像通常被摆在寺庙的大雄殿里。
相傳半支迦、訶黎帝夫婦間育有數百個（一說五百個）孩子。佛教徒認為，半支迦在毘沙門天皈依佛教之後，也一起皈依了佛門。在斯里蘭卡古典文學作品《大史》中，半支迦作為28位夜叉大將之一登場。
半支迦除了作為槍之武神外，作為夜叉，他也有著皮囊與寶石之神的財富之神神格，《金光明最勝王經卷第八》〈僧慎爾耶藥叉大將品第十九〉中講授陀羅尼，並云：「若復有人於此明呪能受持者。我當給與資生樂具飲食衣服花果珍異。或求男女童男童女。金銀珍寶諸瓔珞具。我皆供給隨所願求令無闕乏。」。

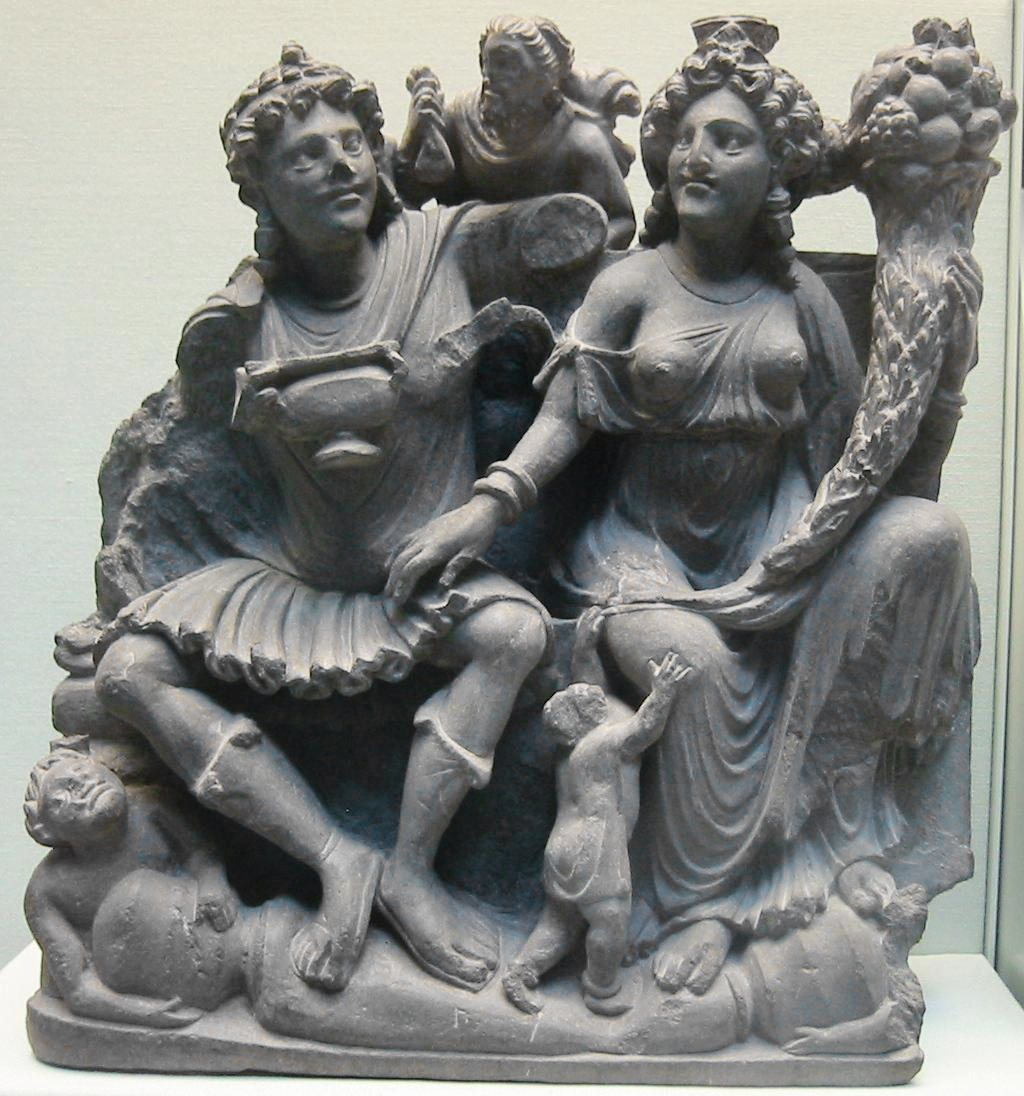
半支迦與訶黎帝坐像

半支迦、訶黎帝坐像為犍陀羅藝術的代表作之一，證明了希臘美學對印度造型藝術之影響。這座雕像中訶黎帝所持的便是象徵豐收富裕的豐裕之角，而通常鬼子母神像是手持吉祥果的造型。

## 相關項目
- 鬼子母神
- 八大夜叉大將
- 二十八部衆
- 善財童子